# William Westmoreland
William Childs Westmoreland (Saxon, 26 marzo 1914 – Charleston, 18 luglio 2005) è stato un generale statunitense.
Dopo una brillante carriera militare, divenne il comandante in capo delle forze armate statunitensi durante il periodo più cruento della Guerra del Vietnam, dal 1964 al 1968. Propugnatore di una aggressiva tattica di guerra nella penisola Indocinese, Westmoreland non riuscì, nonostante la schiacciante superiorità di mezzi e potenza di fuoco delle truppe americane, ad ottenere successi decisivi contro le forze nemiche; le dure perdite subite dalle sue forze e il crollo della sua credibilità dopo l'inattesa Offensiva del Têt del febbraio 1968, provocarono la sua sostituzione nel giugno 1968.

## Biografia

### Gli inizi della carriera militare
Nato nella Contea di Spartanburg, Carolina del Sud, da famiglia benestante, imprenditori nel tessile e nel campo finanziario, studiò all'Accademia militare di West Point nella classe del 1932.
Ne uscì ufficiale nel 1936, dopo una distinta carriera accademica; in particolare ottenne il grado di capitano e la prestigiosa Pershing Sword assegnata al miglior allievo del corso. Dopo West Point divenne ufficiale di artiglieria e partecipò alla seconda guerra mondiale sul fronte Tunisino, in Sicilia e sul fronte Europeo, nei ranghi della 9ª Divisione fanteria (di cui divenne capo di stato maggiore nel 1945), e della 82ª Divisione aviotrasportata (in cui comandò un battaglione di artiglieria durante la battaglia delle Ardenne).
Dopo la seconda guerra mondiale Westmoreland restò nelle truppe aviotrasportate, prima come comandante di reggimento sempre della 82ª, (con cui partecipò alla guerra di Corea); e poi, dopo essere diventato il più giovane maggior generale dell'Esercito nel 1956 all'età di 42 anni, prendendo il comando nel 1958 della 101ª aviotrasportata che portò ad un altissimo livello di prontezza operativa.
Nel 1960 Westmoreland ritornò a West Point diventando il sovrintendente della prestigiosa Accademia, prima di assumere il comando nel 1963 del XVIII Corpo d'armata aviotrasportato. Sempre nel 1963 collaborò anche con la CIA nella stesura dell'Operazione CHAOS diretta a contrastare il comunismo nel mondo e nel sud-est asiatico in particolare.
Ufficiale preparato, efficiente e dalla notevole personalità, Westmoreland disponeva di una preparazione tecnica e di una cultura eccellente; ed era dotato di grandi qualità organizzative e manageriali, rappresentando praticamente il miglior esponente della nuova generazione di ufficiali americani idonei alla guerra e alle tecniche moderne in sviluppo negli anni sessanta, ma tuttavia non ugualmente pronto a competere con complesse problematiche politico-propagandistico-militari di una guerra insurrezionale nel Sud-Est asiatico.

### Comandante Supremo in Vietnam

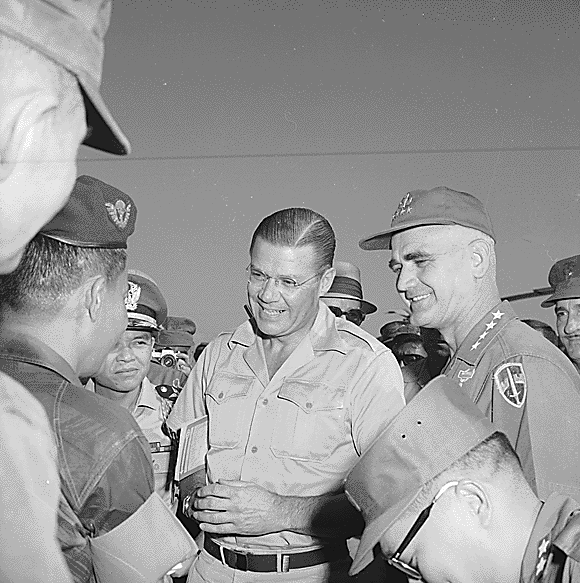
Il generale Westmoreland (a destra), insieme al Ministro della Difesa statunitense Robert McNamara, durante un viaggio di quest'ultimo nel Vietnam del Sud nel 1965.

Nel 1964, dopo la brillante carriera, Westmoreland raggiunse quindi il grado di generale a quattro stelle e, con l'intensificarsi della guerra del Vietnam, gli venne affidato (dopo un breve periodo come vice-comandante), in sostituzione del generale Paul Harkins, il Comando del MACV (Military Assistance Command, Vietnam), la struttura ufficialmente deputata ad organizzare e dirigere l'aiuto tecnico e militare al governo del Vietnam del Sud, ma in realtà il vero centro di comando supremo di tutte le sempre crescenti forze americane impiegate direttamente in guerra.
Nel gennaio 1964, poco prima di assumere il comando, il generale Westmoreland ebbe un incontro con il generale Douglas MacArthur; l'alto ufficiale consigliò di impiegare truppe fornite da altre nazioni dell'estremo oriente, la Corea del Sud, le Filippine e la Cina Nazionalista. Egli ritenne inoltre che le unità da combattimento americane avrebbero dovuto essere escluse da operazioni antiguerriglia ed impiegate unicamente per sbarrare la via di accesso attraverso il Laos. Nelle sue memorie il generale Westmoreland afferma di aver condiviso le valutazioni del generale MacArthur che tuttavia non sarebbero state prese in considerazione dall'autorità politica.
Durante il suo periodo di comando il generale Westmoreland presentò continue richieste al Pentagono di nuove truppe e mezzi per condurre la sua ambiziosa strategia di guerra, da lui ideata e proposta al presidente fin dalla primavera 1965. Dopo numerose tergiversazioni, il presidente Johnson decise, prima di iniziare i bombardamenti sul Vietnam del Nord (marzo 1965); quindi di autorizzare Westmoreland ad impiegare in modo attivo le sue forze per difendere gli insediamenti più importanti (giugno 1965); e infine, nel luglio 1965, approvò (ma senza richiamare le riserve né una formale dichiarazione di guerra) il piano globale del generale per vincere la guerra e consentì un graduale e massiccio incremento di truppe e armamenti, e il conseguente passaggio ad una direzione e conduzione diretta dei combattimenti da parte delle forze americane.
Il continuo incremento numerico e materiale delle forze americane in Vietnam dal 1965 al 1967 (cosiddetta Escalation), consentì a Westmoreland di organizzare e condurre con ostinazione, sempre più grandi e costose operazioni combinate di "individuazione e distruzione" (Search and Destroy) dei rifugi e delle forze nemiche, contando, grazie alla schiacciante superiorità di mezzi e di potenza di fuoco delle sue forze, di infliggere perdite insostenibili al nemico, fino al punto di spezzarne la volontà combattiva e costringerlo ad abbandonare la lotta.
Nel dettaglio, la strategia studiata da Westmoreland e dai suoi principali collaboratori, il generale William E. DePuy e il generale Richard G. Stilwell, per far fronte all'aggressione (termine usato dalla propaganda americana per denominare la guerra nel Vietnam del Sud) prevedeva tre fasi distinte delle operazioni, da sviluppare in successione contemporaneamente al progressivo incremento delle forze americane operative:
- In primo luogo era necessaria la costituzione e protezione di una solida struttura di basi americane e di infrastrutture logistiche sul territorio del Vietnam del Sud su cui far convergere le enormi forze terrestri e aeree previste dai piani.
- La seconda fase prevedeva l'intervento diretto delle forze combattenti americane sulla zona di confine e nel settore centrale degli altipiani per bloccare le infiltrazioni nordvietnamite e impedire una possibile penetrazione nemica in profondità per tagliare fuori le regioni settentrionali del Sud Vietnam dal resto del paese.
- In una terza fase le forze americane avrebbero assunto l'iniziativa sferrando grandi operazioni offensive per individuare e distruggere a poco a poco le forze nemiche, sferrando colpi sempre più duri e infliggendo perdite sempre più devastanti; alla lunga si prevedeva un cedimento morale del nemico e la possibilità o di una sua resa o dell'accettazione di una tregua favorevole alle forze americane e sudvietnamite.

Contemporaneamente a queste fasi operative, Westmoreland contava, per rafforzare e facilitare il successo dei suoi piani, sui massicci bombardamenti aerei sul Nord Vietnam e sulle vie di comunicazione nemiche, per distruggere le strutture logistiche del nemico e fiaccarne la volontà combattiva (Operazione Rolling Thunder); e anche su un ambizioso programma di azione combinata politico-umanitario e militare per assicurarsi il cuore e le menti della povera popolazione contadina del Vietnam del Sud, spingendola ad appoggiare gli sforzi del corrotto governo sudvietnamita (Strategic Hamlet Program).
Sembra peraltro che inizialmente il generale Westmoreland fosse stato favorevole ad un piano meno ambizioso e complesso proposto nel 1965 dal Capo dello Stato Maggiore Generale sudvietnamita, Generale Cao Van Vien, che prevedeva la fortificazione di una zona lungo il 17º parallelo da Dong Ha in Vietnam a Savannakhet al confine tra Laos e Thailandia; questo piano, proposto anche dal Comitato degli Stati Maggiori riuniti e non formalmente respinto dal Presidente, non venne mai concretamente applicato.

### Escalation
Di fatto, sul campo Westmoreland e i suoi collaboratori riuscirono (grazie anche alla notevole energia, al talento organizzativo e al dinamismo del generale) ad organizzare in pochi mesi una enorme struttura logistica per equipaggiare, rifornire e armare le forze americane sempre crescenti. Inoltre a partire dall'estate 1965 (Operazioni "Starlite", "Highland" e "Silver Bayonet"), i reparti combattenti americani riuscirono a bloccare i tentativi delle forze comuniste di tagliare in due il Vietnam del Sud e di accelerare il crollo del governo filo-americano. Con l'impiego dei primi reparti operativi e con l'ausilio determinante di elicotteri e aerei, Westmoreland ottenne alcuni successi di rilievo nella Valle di Ia Drang, infliggendo una prima grossa sconfitta al nemico, pur subendo a sua volta gravi perdite durante i sanguinosi agguati delle temibili forze nordvietnamite.

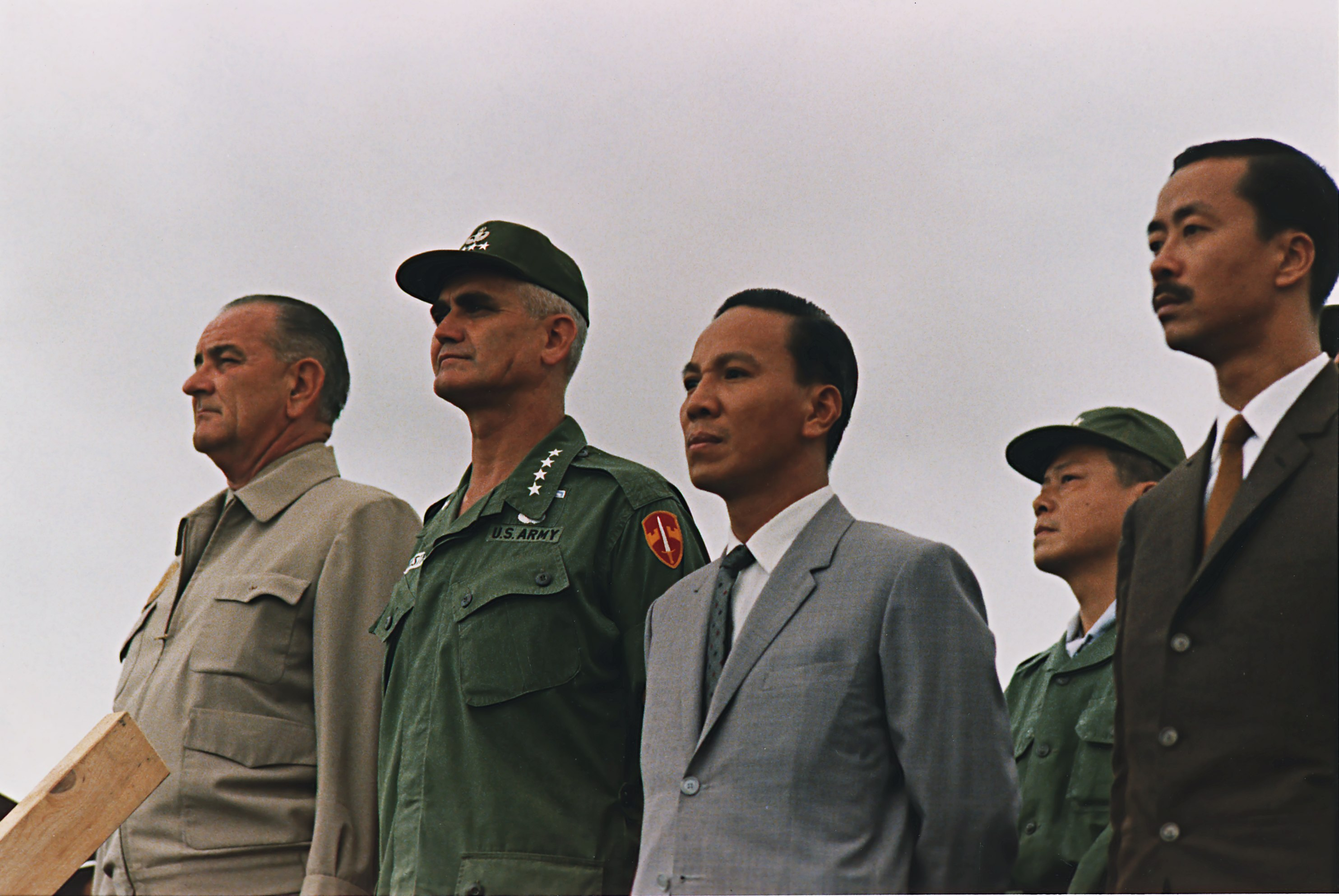
Visita in Vietnam del presidente Lyndon Johnson nell'ottobre 1966; da sinistra: Johnson, Westmoreland, il presidente del Sud Vietnam Nguyễn Văn Thiệu e il Primo ministro Nguyễn Cao Kỳ.

Incoraggiato quindi a perseguire i suoi piani aggressivi, nel 1966 (grazie al costante incremento delle forze messe a sua disposizione dal presidente, che salirono a 385.000 uomini rispetto ai 184.000 presenti alla fine del 1965. ) il generale Westmoreland sferrò tutta una serie di ambiziose operazioni di "individuazione e distruzione" per colpire i santuari nemici nei dintorni di Saigon (Operazione "Attleboro"), nel cosiddetto Triangolo di Ferro (Operazione "Cedar Falls"), nelle regioni centrali (Operazioni "Masher" e "White Wing"), nella zona smilitarizzata di confine (Operazioni dei Marines "Hastings" e "Prairie").
La "conta dei corpi" dei nemici (grazie alla enorme superiorità di mezzi e di potenza di fuoco) raggiunse apparentemente risultati spettacolari, inducendo il generale e i suoi superiori a Washington a valutare positivamente i risultati della sua strategia di lento logoramento del nemico. Anche il costo materiale e umano per le forze americane, tuttavia stava passando ad una fase di Escalation, e il vigore e il coraggio del nemico provocarono gravi perdite e notevoli difficoltà ai soldati americani impegnati spesso a combattere contro un nemico invisibile e astuto, sempre negli stessi territori (6200 morti americani nel solo 1966).
Durante il 1967, Westmoreland, grazie al continuo afflusso di nuove truppe, autorizzato dal presidente Johnson spesso con riluttanza e dopo estenuanti discussioni al vertice, perseguì ancora con decisione la sua strategia basate su sempre più vaste operazioni combinate. Le nuove operazioni mirarono: alla ricerca e distruzione del "mitico" (e forse inesistente) Quartier generale vietcong (Operazione "Junction City"); a impedire le infiltrazioni attraverso la zona smilitarizzata (Operazioni "Kingfisher", "Buffalo" e "Hickory" che diedero origine alla dura Battaglia di Con Thien, che mise in serie difficoltà i Marines), a rastrellare definitivamente la provincia di Binh Dinh (Operazione "Pershing"), e soprattutto a schiacciare le agguerrite forze nordvietnamite, apparentemente disposte a combattere in campo aperto, che si infiltravano attraverso il Sentiero di Ho Chi Minh nella provincia di Kon Tum (Operazioni "Francis Marion", "Greeley" e "MacArthur", che diedero origine alla sanguinosa Battaglia di Dak To).
Apparentemente tutte queste operazioni, decise da Westmoreland e dirette dai suoi principali generali sul campo (Stanley Larsen, Jonathan Seaman, Frederick Weyand, William B. Rosson, William DePuy) terminarono con sonanti successi tattici americani e le perdite stimate del nemico furono elevatissime (il MACV diffuse la cifra di 90.000 morti nemici nel solo 1967); tuttavia le difficoltà strategiche rimasero e si accentuarono anche, a causa della apparente inesauribilità del nemico, del logorio a cui erano sottoposti anche i soldati americani (saliti a oltre 450.000 al termine del 1967, con 11.200 morti durante l'anno); e all'incremento, nonostante tutti gli sforzi americani, delle truppe regolari nordvietnamite infiltrate al sud (150.000 soldati nel 1967, in confronto ai 79.000 del 1966), forze molto combattive e più efficienti dei guerriglieri vietcong.

### Crisi in Vietnam
(da un discorso pronunciato dal generale Westmoreland durante il suo viaggio a Washington nel novembre del 1967.)

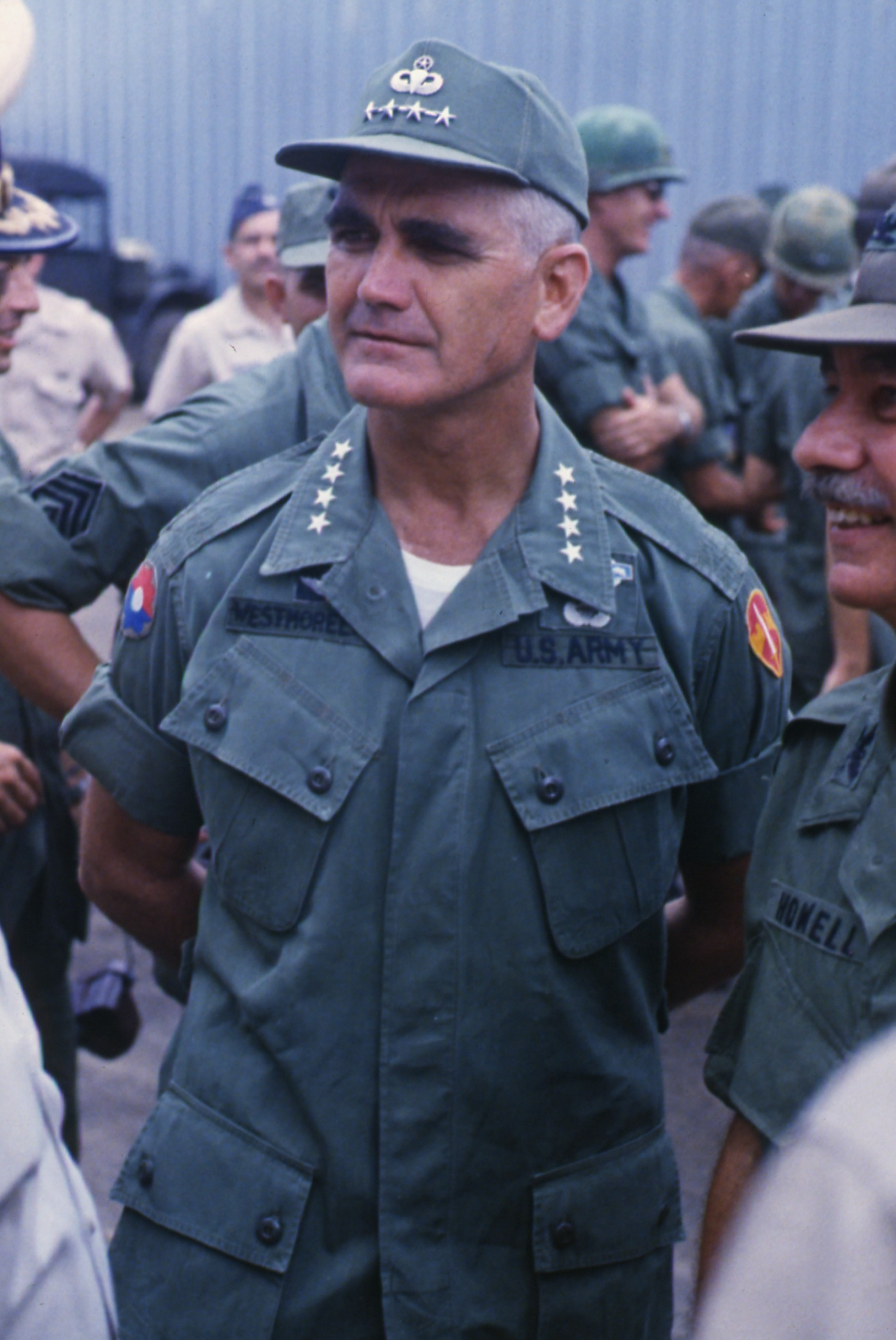
Westmoreland in Vietnam nel 1967.

Nelle sue relazioni a Washington, Westmoreland sostenne sempre nei confronti dei suoi superiori e del Presidente un ottimismo di facciata prevalentemente indirizzato a rassicurare l'opinione pubblica e a porre sotto una luce favorevole la sua conduzione della guerra. Peraltro, nelle conversazioni riservate con i suoi dirigenti, non mancò di sottolineare la difficoltà della sua missione e di premere a favore di un metodico e costante incremento delle forze americane, per accelerare, a suo parere, il successo finale.
Alla fine del 1967 gli apparenti successi nelle grandi battaglie di confine (a Loc Ninh, Con Thien e Dak To), e gli illusori rapporti sulle perdite e il morale del nemico, indussero il generale a esaltare durante un suo viaggio a Washington (novembre 1967) i risultati raggiunti e a manifestare prospettive di vittoria definitiva. Queste dichiarazioni, clamorosamente smentite dall'andamento delle operazioni all'inizio del 1968, avrebbero contribuito a intaccare la credibilità del generale e a minare la sua posizione al comando del MACV.
Contrariamente alle aspettative di Westmoreland, dei dirigenti politici americani e dell'opinione pubblica, le operazioni iniziate a gennaio 1968 evidenziarono un ulteriore incremento dell'attività del nemico e anche suoi propositi di passare a grandi manovre offensive con obiettivi strategici. Westmoreland, appena rientrato dal viaggio negli Stati Uniti, si trovò impegnato subito nella condotta del grande assedio di Khe Sanh, l'importante base dei Marines nei territori settentrionali attaccata da ingenti forze nordvietnamite.
Per due mesi il presidente Johnson mise la massima pressione sul generale, esigendo assicurazioni sulla resistenza della base; Westmoreland, in parte ingannato dalla portata dell'attacco, concentrò quindi grandi forze terrestri e aeree a nord, sottovalutando le possibilità nemiche e sguarnendo le difese nelle altre regioni, esponendosi così alla sorpresa della inaspettata Offensiva del Têt iniziata il 31 gennaio 1968.
L'Offensiva del Têt si risolse in una decisiva sconfitta propagandistica e morale per gli americani, anche se dal punto di vista tattico e strategico gli attacchi vietcong e dell'esercito nordvietnamita, sferrati in tutto il territorio e nella maggior parte delle grandi città, vennero sostanzialmente tutti respinti con gravi perdite grazie alla efficace risposta delle forze di Westmoreland e alla inaspettata resistenza dell'esercito sudvietnamita. Per Westmoreland, la vastità e la pericolosità dell'offensiva giunse totalmente inaspettata (venne attaccato anche il suo quartier generale e l'Ambasciata americana a Saigon), spingendolo a richiedere, anche su sollecitazione del capo degli Stati Maggiori Riuniti, generale Wheeler, un ulteriore gigantesco incremento di truppe per tenere la posizione e contrattaccare (vennero richiesti oltre 200.000 uomini di rinforzo in aggiunta ai 540.000 soldati già presenti).
La sorpresa del Têt, tuttavia, provocò conseguenze decisive anche a livello della dirigenza americana; sorpreso e sconcertato, il presidente Johnson (che aveva prestato fede alle assicurazioni di successo di Westmoreland) decise di riesaminare completamente la situazione e la pianificazione generale della guerra; in poche settimane, quindi, venne decisa la sospensione dei bombardamenti al nord, venne rifiutato recisamente l'incremento di truppe richiesto da Westmoreland, vennero fatti i primi passi verso una de-escalation, allo scopo di limitare le perdite americane (oltre 16.000 morti nel 1968), riducendo sostanzialmente la vastità e gli scopi delle offensive di "individuazione e distruzione" delle forze nemiche.

### La sostituzione e il nuovo incarico allo Stato Maggiore dell'Esercito
Pur prevista già dal dicembre 1967, divenne logicamente conseguente la sostituzione del generale Westmoreland dal comando del MACV, avvenuta nel giugno 1968, dopo un'ultima illusoria "vittoria" ottenuta con lo sblocco delle forze dei Marines assediate a Khe Sanh nell'aprile 1968. Al suo posto venne nominato il suo vice, l'abile generale Creighton Abrams, che avrebbe ricevuto l'incarico di ridimensionare progressivamente l'impegno americano, di ridurre le perdite, di limitare le operazioni e di potenziare invece le forze sudvietnamite fino a renderle idonee a controllare da sole la situazione.
William Westmoreland, anche per ragioni di propaganda e per non sminuirne la figura e il ruolo nella guerra, venne nominato Army chief of staff, cioè Capo di Stato Maggiore dell'Esercito degli Stati Uniti, incarico che tenne fino al 1972, iniziando con difficoltà un difficile lavoro di riorganizzazione dell'Esercito americano, molto logorato dal gravoso impegno in Vietnam e scosso anche dal punto di vista del morale.

### Gli ultimi anni
Dopo il ritiro dalla carriera militare Westmoreland fece un breve e sfortunato tentativo di entrare nell'attività politica (già nel 1967, nel periodo del suo maggior successo militare, si era parlato di lui, come di un possibile candidato repubblicano alla presidenza degli Stati Uniti nelle elezioni dell'anno successivo), candidandosi nel 1974 alla carica di Governatore della Carolina del sud, ma non risultando eletto.
Nei lunghi anni successivi (il generale Westmoreland è morto nel 2005 all'età di 91 anni nella sua casa di Charleston in Carolina del Sud), il generale non mancò di continuare a dibattere aspramente e a polemizzare con gli organi di stampa e di comunicazione americani riguardo alla guerra del Vietnam e alla sua condotta come comandante in capo. In particolare, fino all'ultimo, continuò a mantenere le sue opinioni sulla giustezza dei suoi piani, sulle cause della sconfitta (ricondotte da lui al cedimento morale dell'opinione pubblica americana in patria), sulle enormi perdite inflitte al nemico ("qualsiasi generale americano che avesse subito le stesse dure perdite del generale Giáp, sarebbe stato destituito da un giorno all'altro"), negando sempre che gli Stati Uniti fossero stati effettivamente sconfitti in Vietnam e rivendicando invece il successo complessivo dell'impegno di "contenimento" del contagio comunista in Asia.
Westmoreland oggi riposa nel Cimitero di West Point, New York.